# Pädagogik des Auslands
Die Buchreihe Pädagogik des Auslands wurde zwischen 1928 und 1936 von Peter Petersen, einem Pädagoge und Professor an der Universität Jena, herausgegeben und erschien beim Weimarer Böhlau Verlag. Insgesamt erschienen acht Bände. Es sind mit einer Ausnahme deutsche Übersetzungen von damals zeitgenössischen Werken der Pädagogik und Erziehungswissenschaft.

## Liste
| Band | Titel                                         | Mitwirkende                                                                                | Jahr | Umfang                  | Bemerkungen |
| ---- | --------------------------------------------- | ------------------------------------------------------------------------------------------ | ---- | ----------------------- | --- |
| 1    | Schule der Selbstbetätigung oder Tatschule    | Adolphe Ferrière; deutsche Übersetzung nach der 3. veränderten Auflage von Emmi Hirschberg | 1928 | 4 Bl., 311 S.           | Adolphe Ferrière (1879–1960) war ein Schweizer Pädagoge, Schulreformer und Mitinitiator der New Education Fellowship; Originaltitel: L’École active |
| 2    | Die Methode Decroly                           | Amélie Hamaide; deutsche Übersetzung von Marie-Therese Pape                                | 1928 | 2 Bl., 178 S., 23 Tafel | Die Autorin (1888–1970) war Mitarbeiterin von Ovide Decroly, ein belgischer Neurologe, Psychologe und Reformpädagoge |
| 3    | Pädagogik des vollen Lebens                   | Jan Ligthart; aus dem Niederländischen übertragen von Wilhelm Henss                        | 1931 | 3 Bl., 230 S.           | Der Autor (1859–1916) war ein Philosoph und innovativer Pädagoge |
| 4    | Jugenderinnerungen                            | Jan Ligthart; aus dem Niederländischen übertragen von Wilhelm Henss                        | 1932 | 4 Bl. 214 S., 1 Bl.     | |
| 5    | Die Volkserziehung in Dänemark                | Andreas Boje und andere; aus dem Dänischen übertragen von Ellen Hoffmeyer                  | 1931 | 293 S., 3 Bl.           | Andreas Boje (1882–1966) war ein dänischer Pädagoge |
| 6    | Der Projekt-Plan. Grundlegung und Praxis      | John Dewey und William Heard Kilpatrick; übersetzt von Georg Schulz und Ernest Wiesenthal  | 1935 | 213 S.                  | John Dewey (1859–1952) war ein US-amerikanischer Philosoph und Pädagoge; William Heard Kilpatrick (1871–1965) war sein Schüler und Kollege |
| 7    | Faschistische Schule und Erziehung in Italien | Nazareno Padellaro; aus dem Italienischen übertragen von J. M. Wiesel                      | 1934 | 141 S.                  | Der Autor (1892–1980) war ein italienischer Pädagoge, Ministerialbeamter und Schriftsteller. |
| 8    | Indische Erziehung                            | Venkatesh Narayana Sharma                                                                  | 1936 | 183 S., mit 1 Karte     | Der Autor (1897–1986) unterrichtete von 1930 bis 1934 an der Odenwaldschule, promovierte 1936 an der Universität Heidelberg und lehrte danach für ein Jahr an der Universität Jena, bevor er 1937 mit seiner deutschen Ehefrau die heute noch bestehende Children’s Garden School in Madras, Indien, nach dem Vorbild der Odenwaldschule gründete |